# 금발이 너무해
《금발이 너무해》(영어: Legally Blonde)는 2001년에 개봉한 미국의 코미디 영화이다. 아만다 브라운이 2001년에 쓴 동명의 소설이 원작이다. CULA라는 대학에서 패션을 전공한 주인공 엘 우즈(리즈 위더스푼 역)가 남자친구의 마음을 되찾기 위해 하버드 로스쿨에 진학한다는 설정이다.
이 영화는 골든 글로브 상 영화 뮤지컬 코미디 부문 작품상 후보에 올랐으며, 브라보 채널에서 선정한 "재밌는 영화 100(100 Funniest Movies)" 중 29위에 올랐다. 속편 《금발이 너무해 2》는 2003년 개봉하였다.

## 캐스팅
- 리즈 위더스푼 - 엘 우즈
- 루크 윌슨 - 에밋 리치먼드
- 셀마 블레어 - 비비안 텔마 켄싱턴
- 매슈 데이비스 - 워너 헌팅턴 3세
- 빅터 가버 - 캘러핸 교수
- 제니퍼 쿨리지 - 폴렛 보너폰트
- 홀랜드 테일러 - 스트롬웰 교수
- 알리 라터 - 브룩 테일러 윈덤
- 제시카 코피엘 - 마곳
- 알라나 우바치 - 서리나
- 오즈 퍼킨스 - '도키' 데이비드 키드니

## 기타 정보
- 하버드 로스쿨을 배경으로 한 영화이지만, 실제 촬영지는 USC와 UCLA이다. 또한, 이 영화는 스탠포드 로스쿨 졸업생인 아맨다 브라운이 자신의 스탠포드 로스쿨에서의 경험을 쓴 글을 바탕으로 제작되었다.